# Theope sobrina
Theope sobrina is een vlindersoort uit de familie van de prachtvlinders (Riodinidae), onderfamilie Riodininae.
Theope sobrina werd in 1868 beschreven door H. Bates.